# ده مارك (دشتاب)
ده مارك (بالفارسية: ده مارک) هي قرية تقع في إيران في قسم دشتاب الريفي.